# Toronto (New South Wales)
Toronto is een plaats in de LGA City of Lake Macquarie in New South Wales, Australië. Toronto ligt aan het Macquariemeer (Lake Macquarie) op ongeveer 28 kilometer van het centrum van Newcastle. De plaats telt 5161 inwoners (2006).
De plaats is genoemd naar de Canadese stad Toronto na bezoek van de Canadees Edward Hanlan aan Australië in 1884.